# Reteporella pseudofinis
Reteporella pseudofinis är en mossdjursart som beskrevs av Canu och Bassler 1929. Reteporella pseudofinis ingår i släktet Reteporella och familjen Phidoloporidae. Inga underarter finns listade i Catalogue of Life.